# Landesgartenschau Bad Wildungen 2006

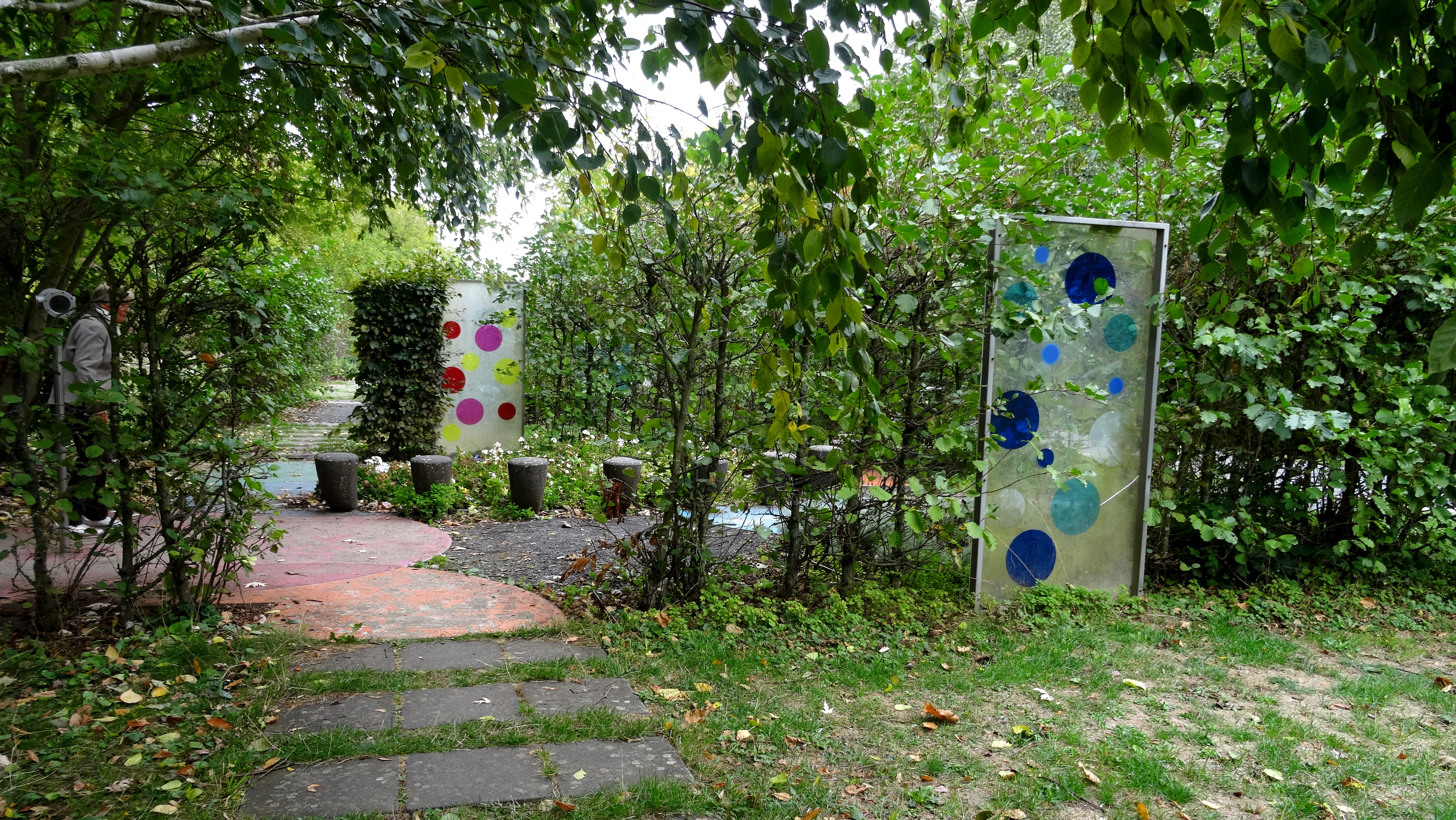
Landesgartenschau

Die 3. Hessische Landesgartenschau fand vom 15. April bis zum 3. Oktober 2006 unter dem Motto: „Natürlich gut“ in Bad Wildungen im Landkreis Waldeck-Frankenberg statt und war eine von 6 Landesgartenschauen im Jahr 2006.

## Gartenschau
Bad Wildungen feierte im Jahr 2006 das 100-jährige Bad-Jubiläum. Die Stadt verband dies mit der Landesgartenschau. Der Kurpark Bad Wildungen wurde Ende der 1990er Jahre durch eine naturnahe "grüne Brücke" mit dem benachbarten Kurpark Reinhardshausen zu einem 50 Hektar großen Großkurpark verbunden. Die Gartenschau wurde genutzt, das Bornebach- und das Wildetal mit weiteren 18 Hektar als grünes Verbindung vom Bahnhof über die Wandelhalle bis zum "alten Kurpark" umzuwandeln. Dies war das eigentliche Gartenschaugelände.
Das Gelände wird heute als parkähnliche Verbindung mit Wegen für Radfahrern und Fußgängern genutzt. Weiterhin sind der Bornebachspielplatz, der Schul-Sportplatz, die Themengärten mit der Sonnentreppe, der 2020/21 renovierte Aqua-Choros und die Kleingärten Teil der Nachnutzung der Gartenschau.
Die Stadt investierte im Vorfeld 3,2 Millionen Euro, das Land 3,1 Millionen Euro und der Landkreis 500.000 Euro. Daneben zahlte das Land 3,8 Millionen Euro an Zuschüssen für die Verkehrsinfrastruktur. Ursprünglich wurde mit einem Defizit von 4,4 Millionen Euro gerechnet, das Defizit war am Ende mit rund 650 000 Euro höher als geplant. Grund war das Nichterreichen der geplanten Besucherzahl. Statt der geplanten 600.000 Besucher kamen etwa 440.000. Ein Grund war der verlängerte Winter und ein kühles, feuchtes Frühjahr.